# 第四点计划
1949年1月20日美国总统哈利·S·杜鲁门在其就职典礼的讲话中上宣布对“发展中国家”进行技术援助的的“第四点计划”（Point Four Program），并因为本计划是该次讲话中所提及的第四点外交政策目标，所以得名“第四点计划”。其目标是将美国的援助范围扩充到发展中国家，实质是加强对外经济扩张，遏制共产主义，控制不发达国家的受援国，同时为美国赢得对中东地区的石油控制权，获得巨大的经济利益。
这是美国外交战略上最具里程碑意义的一次。

## 背景
第二次世界大战之后，美国开始了与苏联的“冷战”斗争。为赢取发展中国家和地区的全心支持，杜鲁门政府提出了实施对外技术援助方案的想法。通过分享美国多个领域内，尤其是农业、工业、卫生等领域的专业技术，美国官方就可以援助“第三世界”国家的发展，提高这些国家的人民生活水平，进而表明民主制度和资本主义能够为个人提供福利。

1949年1月20日，杜鲁门总统在他的就职演说中提到其任内的第四点外交政策目标，内容如下：

|  | ……我们必须启动一项新的计划，以充分利用我们已有的先进科技和工业优势，帮助欠发达地区来实现进步和发展。世界上有超过一半的人身处水深火热之中，他们深受各种疾病之害，他们的经济生活既原始又缺乏发展的动力。他们所遭受的贫困，既是他们自身、也是更多较繁荣地区发展的障碍和威胁。幸而人类有史以来第一次掌握了救人于水火之中的知识与技术，而在所有国家中，美国又是工业和科技发展领域内的佼佼者。尽管我们所能承担的、用以援助他人的物质资源是有限的，但我们的科技和知识资源，却正处于不断的增长之中，这也是取之不尽用之不竭的。 |

不同于马歇尔计划，此项计划并没有鼓励经济援助，而是利用美国所掌握的专业技术，为其他国家提供科技发展援助。
根据美国国务卿迪安·艾奇逊(英語：Dean Acheson)的说法，最开始是总统的法律顾问克拉克·克利福德(英語：Clark Clifford)，建议杜鲁门总统开展世界范围内的援助，并建议将这一主张包括在总统的就职演说之中。而罗伯特·史勒辛格(英語：Robert Schlesinger)在他的著作《白宫幽灵》中提及，是本杰明·H·哈代(英語：Benjamin H. Hardy)第一个提出这个概念的。总之，这项建议就跟国务院的许许多多官僚机构本身一样，被笼罩在难以分辨的迷雾之中。只是后来，哈代决定将这项建议告知杜鲁门的助手，乔治·艾尔西(英語：George Elsey)，艾尔西又同克利福德一起，将这个抽象的概念转变成实在的外交政策。哈代最终离开国务院，并担任新设立的技术合作署的信息主管。

## 计划的实施
1949年2月9日，为了实施第四点计划，国务院新成立了一个委员会，即技术援助小组，塞缪尔·海斯(英語：Samuel Hayes)任组委会主席。1950年6月5日，美国国会通过了《对外经济援助法案》，第四点计划正式获批，该法案为第四点计划在1950/1951财年划拨了2500万美元的预算。杜鲁门曾这样描述过第四点计划：
|  | 共产主义一度宣传称，自由世界的国家不可能帮助世界上欠发达地区的千百万人口过上体面的生活，那么戳穿这一无端指责的主要手段之一，就是第四点计划。 |

1950年8月27日，国会批准第四点计划后不久，国务院又成立了技术合作署，负责第四点计划的运行。
为了执行第四点计划，世界其他国家的政府需要就计划内援助问题与美国政府订立双边协约，之后技术合作署再为这些国家制定具体的援助任务，主要是致力于提高这些国家的农业生产率，和分享科技成果以从整体上改善它们的经济。第一个如此做的外国政府是伊朗政府，它于1950年8月19日加入第四点计划。
第四点计划不同于以往的其他项目，因为它不并不局限于在哪个区域内实施，事实上，很快它就扩展到巴基斯坦、以色列和伊朗等这些国家。共和党人德怀特·D·艾森豪威尔总统废弃了该计划的“第四”这个名字，以有利于人们提及它时会想到它乃是一个技术援助计划，同时他重新组建了技术合作署，将其改组为援外事务管理署，该署后来演化出的机构，包括国际合作署和今天的美国国际开发署。
第四点计划是美国的第一次国际经济发展计划。

## 扩展阅读
- Foreign Relations of the United States, 1949, vol. I, pp. 757-788 (diplomatic documents on the program)
- Ibid, 1950, vol. I, pp. 846-874
- Ibid, 1951, vol. I, pp. 1641-1665
- Jonathan B. Bingham, Shirt-Sleeve Diplomacy: Point 4 in Action (New York, 1954)
- Amanda Kay McVety, "Pursuing Progress: Point Four in Ethiopia" Diplomatic History, June 2008
- Ravi Kanbur, The Economics of International Aid, Department of Applied Economics and Management, Cornell University, Working Paper
- Guide to Papers on Point Four Program at the Truman Library  （页面存档备份，存于）